# Benny Johansson
Benny Johansson, né le 8 mai 1947 à Göteborg, est un ancien joueur de handball suédois évoluant au poste d'arrière
En club, il a principalement évolué au Västra Frölunda IF. Sélectionné à 30 reprises pour 36 buts marqué en équipe nationale suédoise, il a participé en 1972 aux Jeux olympiques de Munich, terminés à la septième place. Il a joué les six matchs et a marqué huit buts.